# 생체 CPU
생체 CPU(일본어: 生体CPU)는 TV 애니메이션 《기동전사 건담 SEED》 시리즈에 등장하는 가공의 병기이다. 강화인간의 일종이다.

## 부스티드 맨
애니메이션 작품 《기동전사 건담 SEED》에 등장한다.
지구연합군이 코디네이터와의 전쟁 수행 과정에서 실험적으로 투약, 특수 훈련, 심리 조작을 통해 병사로서 코디네이터 이상의 신체 능력을 갖추게 한 내추럴이며, 일반적인 내추럴 모빌 슈트(MS) 파일럿을 훨씬 능가하는 신체 능력과 호전성, 그리고 탑승기의 고기능성을 제어하는 것이 가능하다. 지구연합군 상층부에는 모빌 슈트(MS)의 부품 중 하나인 "생체 CPU"로 간주되고 있으며, 과거의 경력들은 모두 말소되었다.

## 같이 보기
- 기동전사 건담 SEED
- 기동전사 건담 SEED DESTINY

## 주해
1. ↑  "부스티드 맨"이라는 명칭은 서적 자료에서만 사용되고 있으며,[1] 작품 내에서는 "생체 CPU"로 호칭되고 있다.